# Ichinomiya, Aichi
Thành phố Ichinomiya (tiếng Nhật: 一宮市, Nhất Cung thị, đọc đúng là Ichinomiya-shi, nhưng hay bị đọc nhầm là Ichimiya-shi) là một đô thị loại đặc biệt thuộc tỉnh Aichi, vùng Chūbu, Nhật Bản.

## Lịch sử
- 1889: Thị trấn Ichinomiya được thành lập với sự sáp nhập của Ichinomiya và Ichishiki.
- 1 tháng 9 năm 1921: Thành phố được thành lập.
- 1940: sáp nhập 2 làng Haguri và Nishinari.
- 1955: sáp nhập 8 đô thị xung quanh
- 1 tháng 4 năm 2002: Ichinomiya trở thành thành phố đặc biệt.
- 1 tháng 4 năm 2005: sáp nhập thành phố Bisai và thị trấn Kisogawa từ quận Haguri.

## Thành phố kết nghĩa
- Inuyama (Aichi)
- Kakegawa (Shizuoka)
- Gujō (Gifu)
- Kochi (Kochi)
- Nagahama (Shiga)

Thị trấn:
- Omi, Shiga
- Takahama, Fukui
- Torahime, Shiga